# Everybody Loves Raymond
Everybody Loves Raymond is een Amerikaanse komedieserie over het leven van de familie Barone, die liep van 1996 tot 2005. Het hoofdpersonage is Raymond Barone (Ray Romano), een succesvol sportjournalist. Samen met zijn vrouw Debra (Patricia Heaton), hun dochter Ally en de tweeling Michael en Geoffrey woont hij tegenover zijn ouders en oudere broer Robert (Brad Garrett), die politieagent is. Frank Barone, de stoïcijnse vader van Raymond wordt gespeeld door Peter Boyle. Doris Roberts geeft invulling aan de rol van Marie, de altijd bemoeizuchtige moeder van Ray.

## Rolbezetting
| Acteur                     | Personage                  |
| -------------------------- | -------------------------- |
| Ray Romano                 | Raymond Barone             |
| Patricia Heaton            | Debra Barone               |
| Doris Roberts              | Marie Barone               |
| Peter Boyle                | Frank Barone               |
| Brad Garrett               | Robert Barone              |
| Madylin Sweeten            | Ally Barone                |
| Sullivan en Sawyer Sweeten | Michael en Geoffrey Barone |
| Monica Horan               | Amy McDougall              |

## Nederlandse versie
De rechten voor 26 afleveringen van Everybody Loves Raymond zijn gekocht en bewerkt door Talpa. De serie, Iedereen is gek op Jack, was vanaf februari 2011 te zien op RTL. Hoofdrollen waren weggelegd voor onder anderen Jeroen van Koningsbrugge als Jack (Raymond) en Linda de Mol als Barbara (Debra).

## Afleveringen
Zie: Lijst van afleveringen van Everybody Loves Raymond